# Lates mariae
Lates mariae (tên tiếng Anh bigeye lates) là một loài cá thuộc họ Latidae. Nó được tìm thấy ở Burundi, Cộng hòa Dân chủ Congo, Tanzania, và Zambia. Môi trường sống tự nhiên của chúng là hồ nước ngọt.